# Lai (Cona)
Die „Gemeinde Lai der Monba“ (chinesisch 勒门巴族乡, Pinyin Lè Ménbāzú Xiāng) ist eine Nationalitätengemeinde im Kreis Cona des Regierungsbezirks Shannan im Autonomen Gebiet Tibet der Volksrepublik China. Die am 1. November 1984 gegründete Nationalitätengemeinde hat eine Fläche von 347 km² und 171 Einwohner (Stand: Zensus 2020). Von den 98 Einwohnern, die im Zensus 2000 registriert wurden, waren 93 Angehörige der ethnischen Minderheit der Monba.

## Wirtschaft
Lai lebt von der Landwirtschaft, vor allem dem Anbau von Hochlandgerste (Qingke), Weizen und Raps. Als Hausvieh werden Yaks, Schafe und Ziegen gehalten. Im Nebenerwerb betreiben die Monba auch noch traditionellen Produktionsweisen, so wird das Schwarze Moschustier zur Gewinnung von Moschus gejagt und der Chinesische Raupenpilz gesammelt.

## Administrative Gliederung
Lai setzt sich aus zwei Dörfern zusammen. Diese sind:
- Dorf Lai (勒村), Zentrum, Sitz der Gemeinderegierung;
- Dorf Xin (新村).